# أبونا مركوريوس
أبونا مركوريوس (اسمه عند ولادته زي ليبانوس فانتا ؛ 1938 - 3 مارس 2022) هو أسقف إثيوبي والبطريرك الرابع لكنيسة التوحيد الأرثوذكسية الإثيوبية، تم انتخابه بعد وفاة أبونا تكلا هيمانوت في مايو 1988. ظل مركوريوس بطريركًا لمدة ثلاث سنوات حتى عام 1991، عندما أطاحت الجبهة الشعبية الثورية الديمقراطية الإثيوبية بالمجلس العسكري الشيوعي المعروف باسم ديرغ في أديس أبابا. بعد أن أمضى ما يقرب من ثلاثة عقود في المنفى، سُمح له بالعودة إلى أديس أبابا والاعتراف به كبطريرك إلى جانب أبونا متياس.

## النشأة
كان معروفًا قبل رسامته الأسقفية بلقب الأب زي ليبانوس فانتا، ولد من طبقة النبلاء الصغرى لمقاطعة بيجمدر. كان يُعتبر خبيرًا في طقوس القداس، وخدم لسنوات عديدة في كاتدرائية الثالوث القدوس في أديس أبابا. رسم البطريرك أبونا تكلا هيمانوت الأب زي ليبانوس فانتا أسقفا في عام 1976 على مسقط رأسه في مقاطعة بقمدر (المعروفة آنذاك باسم مقاطعة جوندار)، واتخذت اسم مركوريوس.
شغل أبونا مركوريوس منصب رئيس أساقفة جوندار حتى أصبح بطريركًا لإثيوبيا عام 1988. تضمنت فترة رئاسة أبونا مركوريوس كرئيس أساقفة جوندار فترة عرفت باسم «الإرهاب الأحمر» في إثيوبيا، والتي نُفِّذت بوحشية خاصة في بلدة ومقاطعة جوندار تحت حكم ميلاكو تيفيرا، وهو عضو سيء السمعة في الديرغ. واجه أبونا ميركوريوس في وقت لاحق اتهامات ليس فقط بالتزام الصمت خلال فظائع «الإرهاب الأحمر» في جوندار، ولكن بإقامة علاقة وثيقة بشكل خاص مع الحاكم ميلاكو.
في إشارة إلى تفضيل نظام الديرغ، في عام 1986، تم تعيين أبونا مركوريوس كواحد من مجموعة صغيرة جدًا ومختارة من رجال الدين للعمل كعضو في شينجو، البرلمان الوطني الذي أنشأه الديرغ عندما أعلن جمهورية إثيوبيا الشعبية الديمقراطية في ذلك العام. وظل نائباً في مجلس النواب حتى تنصيبه بطريركاً. العلاقة بين أبونا مركوريوس ونظام الديرغ الشيوعي اضعفت مكانة البطريرك وخصوصا بوصول الجبهة الثورية الديمقراطية الشعبية الإثيوبية إلى السلطة.

## النفي
أطاح نظام الجبهة الثورية الديمقراطية الشعبية الإثيوبية بأبونا مركوريوس في عام 1991، ولا سيما بأوامر من رئيس الوزراء آنذاك تمرات لين. خلفه على كرسي كنيسة التوحيد الأرثوذكسية الإثيوبية أبونا بولس، البطريرك الرسمي الخامس، على الرغم من أن العديد من الكنائس الإثيوبية في الدول الأجنبية استمرت في الاعتراف بأبونا مركوريوس كبطريرك ورفض أبونا بولس. في العام التالي هرب إلى كينيا، وانتقل لاحقًا إلى الولايات المتحدة في عام 1997، حيث بدأت الكنائس في الانفصال عن السينودس في إثيوبيا وأتباع أبونا يسيحق وشكلت هذه الكنائس سينودس الكنيسة الأرثوذكسية الأثيوبية في المنفي (خارج أثيوبيا)، وقد تم حرم كل سينودس للاخر بشكل متبادل. 
في عام 2011، تم إصدار ورقة عمل ويكيليكس كشف فيها رئيس الوزراء السابق تاميرات لين، خلال اجتماع 5 يناير 2009 مع السفير الأمريكي دونالد ياماموتو، أنه «يريد المساعدة في المصالحة بين الكنيسة الأرثوذكسية الإثيوبية والكنيسة الأرثوذكسية الأثيوبية في المنفي (خارج أثيوبيا) ومقرها في أمريكا، لأنه وقع على الأمر الذي يقضي بإلاطاحة بالبطريرك الأصلي وتقسيم الكنيسة».
وقد أظهرت الجهود المبذولة لمعالجة الانقسام نتائج حسنة في أواخر عام 2011 وأوائل عام 2012. ومع ذلك، تسببت الوفاة المفاجئة لكل من البطريرك أبونا بولس ورئيس الوزراء مليس زيناوي في تباطؤ الجهود بينما كان السينودس في إثيوبيا يمر بمرحلة انتقالية في القيادة. خلال مفاوضات المصالحة، أصر السينودس في المنفى على أن يظل أبونا مركوريوس بطربركا، وهو أمر لم يكن السينودس في إثيوبيا ولا الحكومة الإثيوبية على استعداد للنظر فيه. مع انتخاب أبونا متياس بطريركًا سادسًا لإثيوبيا في 28 فبراير 2013، انتهت محادثات المصالحة مؤقتا.

## إعادة تثبيت
بتشجيع من رئيس الوزراء الإثيوبي المنتخب حديثًا آبي أحمد، بدأت محادثات المصالحة بين السينودسان من جديد، وفي 27 يوليو 2018، توصل ممثلو كلا السينودسان إلى اتفاق.  ووفقًا لبنود الاتفاقية، أعيد أبونا مركوريوس إلى منصب البطريرك إلى جانب أبونا متياس، الذي سيظل مسؤولاً عن المهام الإدارية، وتم دمج السينودسان في سينودس واحد، مع رفع أي حرم بينهما.
في 1 أغسطس 2018، سافر أبونا مركوريوس مع رئيس الوزراء الإثيوبي آبي أحمد ودخل أبونا مركوريوس إثيوبيا لأول مرة منذ 27 عامًا.

## بطاركة أثيوبيا
- أبونا باسيليوس (البطريرك الأول - 1959 - 1970)
- أبونا ثاؤفيلوس (البطريرك الثاني - 1971 - 1976)
- أبونا تكلا هيمانوت (البطريرك الثالث - 1976 - 1988)
- أبونا مركوريوس (البطريرك الرابع - 1988 - 1991 ثُمَّ مرة أخرى 2018 - 2022)
- أبونا بولس (البطريرك الخامس - 1992 - 2012)
- أبونا متياس (البطريرك السادس - 2013 حتى الآن)